# 見島牛

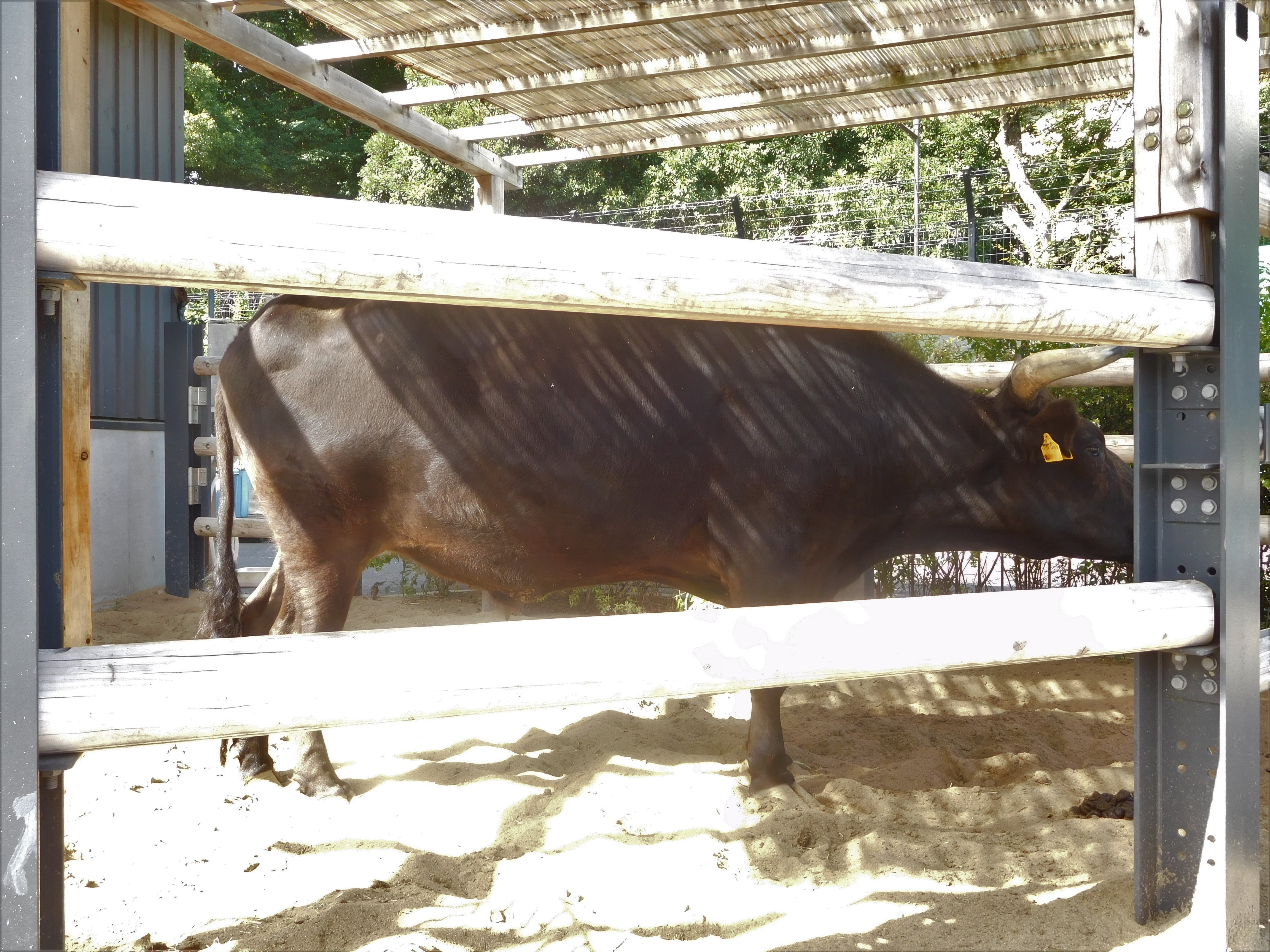
見島牛（上野動物園の初春、オス）

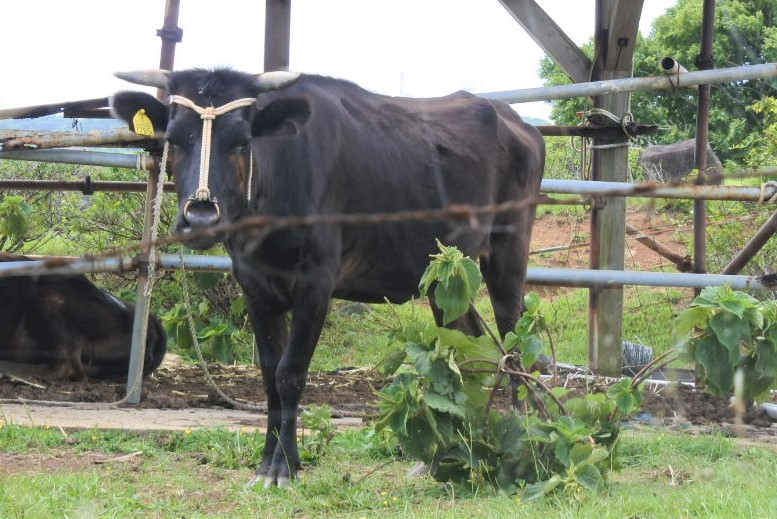
見島の放牧牛

見島牛（みしまうし）は山口県萩市見島で飼育されてきた日本在来の和牛。西洋種の影響を受けていない在来牛は、見島牛と口之島牛の2種類しか残っていない。

## 歴史
従来、日本在来牛は弥生時代初期にアジア大陸から朝鮮半島を経由して渡来してきたものと考えられており、見島牛もやはり同様の経緯であったと推測されていた。
しかし、ミトコンドリアDNA配列のハプログループでは、和牛（黒毛和種）でT4（東アジア型）が優勢であるのに対して、韓国牛ではT3（ヨーロッパ型）が優勢であり、現在の韓国牛と和牛とは遺伝子では似ていないことが明らかになった。それゆえ、見島牛の起源は不明である。
『防長地下上申』（享保2年 - 宝暦3年）に、元文4年（1739年）の時点で見島の戸数255軒に対して牛の飼育総数は433頭であったことが記されている。
『乾島略誌』（安政5年）にも、「牛を野に放す。群鴉背の虱を食ふ。牛を買ふ人多し。牛以外の獣産せず」とあり、牛の放牧が盛んであったことが記されている。
昭和3年(1928年)、国の天然記念物に指定された。
昭和11年（1936年）度には、見島では338頭の牛が飼育され、223頭が出荷された。
第二次世界大戦後まで役牛として600頭前後が飼育されていたが、農業の機械化と共に一時30頭前後まで減少した。
その後見島ウシ保存会の努力により、2000年現在で雌83頭、雄15頭が保存されている。

### 血統
現在和牛として流通している品種は、明治時代以降に在来の和牛と多くの外国種を交配して作られた品種がほとんどだが、見島牛は外国種の影響を全く受けていない。

### 体格
体格は小さく、平均体高は130センチメートル前後。体型は前躯が優っており、全体として改良程度の低い、粗野な感じがある。

### 肉質
生まれた雄は繁殖用を除き去勢され食肉用に回される。その肉質は筋繊維が細かく脂肪交雑の多い、優秀な霜降り肉を生産する。市場に回るのは年間12頭程度に過ぎない。